# Parasmittina natalensis
Parasmittina natalensis är en mossdjursart som beskrevs av Charles Henry O'Donoghue 1957. Parasmittina natalensis ingår i släktet Parasmittina och familjen Smittinidae. Inga underarter finns listade i Catalogue of Life.